# Kathy Shower
Kathleen Ann Schrauer (Brookville, Ohio, 8 de marzo de 1953), conocida artísticamente como Kathy Shower, es una modelo y actriz estadounidense, conocida por ser la Playmate del mes de mayo de 1985 y del año en 1986 de la revista Playboy, siendo la modelo de mayor edad en aquel entonces.

## Carrera profesional

### Filmografía
Al igual que la mayoría de modelos de Playboy, Shower apareció en vídeos de la franquicia.
Parte de su filmografía se enmarca dentro del género de cine de acción como: American Kickboxer 2 y The Further Adventures of Tennessee Buck, al igual que el cine erótico, con cintas como Erotic Boundaries, LA Goddess y Velvet Dreams. 
También ha aparecido en series televisivas como Knight Rider, Three's Company, Simon & Simon y Santa Barbara.
En 2009 protagonizó el video-documental Kathy Shower: Playmate Model Mom.

### Como modelo
Como modelo trabajó para la compañía textil Tapout.
En agosto de 1996 apareció en la edición de Playboy titulada Playmates Revisited.